# The Adverse Childhood Experiences (ACE) Study
The Adverse Childhood Experiences (ACE) Study (deutsch: Studie über belastende Kindheitserfahrungen), auch The CDC-Kaiser Permanente Adverse Childhood Experiences (ACE) Study, ist eine im Jahr 1998 veröffentlichte medizinische Forschungsstudie, die von der US-Bundesbehörde Centers for Disease Control and Prevention (CDC) und der privaten Krankenversicherung Kaiser Permanente durchgeführt wurde. Die Studie weist einen Zusammenhang zwischen belastenden Kindheitserfahrungen (adverse childhood experiences, ACE) einer Person und den lebenslangen gesundheitlichen Folgen für ihr Wohlbefinden nach. Sie umfasst Daten von 17.421 Personen, die sich in einer Langzeitbeobachtung ihres Gesundheitszustands befanden. Die Studie wurde ursprünglich im American Journal of Preventive Medicine veröffentlicht. Aufgrund ihrer bahnbrechenden Ergebnisse hat die ACE-Studie zu weiteren wissenschaftlichen Studien zur Untersuchung der Auswirkungen von belastenden Kindheitserfahrungen auf die Gesundheit und zu der Gründung des Forschungs- und Klinikzentrums Center for Youth Wellness in San Francisco geführt.

## Hintergrund
In einem Programm zur Gewichtsabnahme an der Adipositas-Klinik von Kaiser Permanente in San Diego brachen viele Teilnehmende das Programm ab, obwohl sie erfolgreich Gewicht verloren hatten. Vincent Felitti, der Leiter der Abteilung für Präventivmedizin, versuchte die Gründe für das Abbrechen herauszufinden und stellte den Teilnehmenden Fragen. Er fand heraus, dass die Mehrheit der 286 befragten Teilnehmenden sexuellen Missbrauch in der Kindheit erlebt hatten, und vermutete einen Zusammenhang zwischen sexuellem Missbrauch und Übergewicht. In Zusammenarbeit mit dem Epidemiologen  Robert Anda von der US-Bundesbehörde Centers for Disease Control and Prevention entwickelte Felitti ein Protokoll für die Durchführung einer Studie. Ziel war die Erforschung des Zusammenhangs zwischen dem Ausgesetztsein von Misshandlung und Funktionsstörungen im elterlichen Haushalt in der Kindheit und
1. Erkrankungen im Erwachsenenalter
2. dem gesundheitsgefährdenden Risikoverhalten von Erwachsenen.[6]

Felitti und Anda befragten über 17.000 Patienten von Kaiser Permanente zu traumatischen Erfahrungen in ihrer Kindheit und glichen die Gesundheitsdaten der Patienten ab. Das Durchschnittsalter der Befragten lag bei 57 Jahren, 74,8 % waren weiß, 75,2 % hatten eine Hochschule besucht und etwa die Hälfte war männlich. Alle Befragten hatten Arbeit und verfügten als Versicherte bei Kaiser Permanente über eine Gesundheitsversorgung.
Basierend auf bestehender Forschungsliteratur befragten Felitti und Anda die Teilnehmer nach den folgenden 10 Kategorien von belastenden Kindheitserfahrungen:
- Körperliche Misshandlung
- Sexueller Missbrauch
- Emotionale Misshandlung
- Körperliche Vernachlässigung
- Emotionale Vernachlässigung
- Kontakt mit häuslicher Gewalt
- Suchtmittelmissbrauch im Haushalt
- Psychische Erkrankungen im Haushalt
- Trennung oder Scheidung der Eltern
- Inhaftiertes Haushaltsmitglied

Die in der Studie verwendeten Fragen können auf der Webseite der US-Bundesbehörde Centers for Disease Control and Prevention eingesehen werden.

## Ergebnisse
Die Studie zeigte, dass belastende Kindheitserfahrungen weit verbreitet sind. 52 % aller Studienteilnehmer berichteten von mindestens einer belastenden Kindheitserfahrung und 1 von 4 Befragten berichtete von 2 oder mehr der Kategorien von ACEs. 12,5 % der Befragten berichteten von 4 oder mehr ACEs. 28 % der Befragten berichteten von körperlicher Misshandlung und 21 % von sexuellem Missbrauch in ihrer Kindheit. 

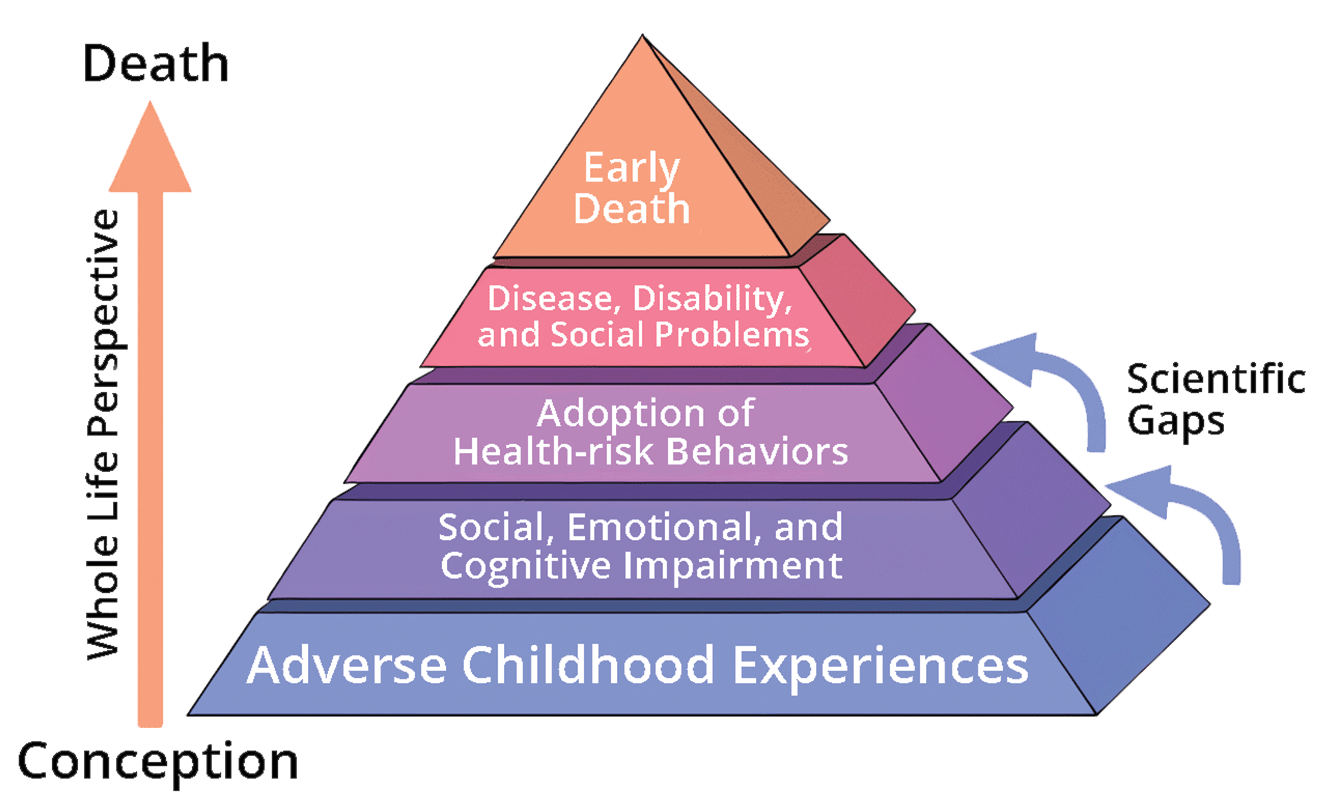
Die ACE-Pyramide zeigt den konzeptionellen Rahmen für die ACE-Studie, die nach Angaben der Centers for Disease Control and Prevention aufgedeckt hat, wie stark negative Erfahrungen in der Kindheit mit verschiedenen Risikofaktoren für Krankheiten während der gesamten Lebensspanne zusammenhängen.

Die Studie zeigte außerdem, dass ein Dosis-Wirkungs-Verhältnis zwischen der Anzahl der Kategorien der ACEs und jeder der in der Studie untersuchten Krankheiten und dem gesundheitlichen Risikoverhalten von Erwachsenen besteht. Im Vergleich zu Personen, die keine ACEs erfahren hatten, wiesen Personen, die 4 oder mehr der ACEs erlebt hatten, ein doppelt so hohes Risiko auf, an einer koronaren Herzkrankheit und ein 1,9-faches Risiko an jeglicher Art von Krebs zu erkranken, ein 2,4-faches Risiko, einen Schlaganfall zu erleiden, ein 3,9-faches Risiko, eine chronische Lungenerkrankung zu bekommen, sowie ein 1,6-faches Risiko, an Diabetes zu erkranken. Hinsichtlich des gesundheitlichen Risikoverhaltens von Erwachsenen zeigte die Studie, dass auch hier ein Dosis-Wirkungs-Verhältnis zwischen der Anzahl der ACEs und dem Risikoverhalten besteht. Personen, die 4 oder mehr ACEs erlebt hatten, waren im Vergleich zu Personen, die keine ACEs erlebt haben, mit mehr als doppelt so großer Wahrscheinlichkeit Raucher, hatten ein 1,6-faches Risiko, Übergewicht zu bekommen, ein 4,6-faches Risiko, an einer Depression zu leiden, und hatten ein 12,2-fach so hohes Risiko, im Verlauf ihres Lebens einen Suizidversuch zu begehen.
Die Ergebnisse der ACE-Studie deuten darauf hin, dass Misshandlungen und Funktionsstörungen im Haushalt in der Kindheit Jahrzehnte später zu Gesundheitsproblemen beitragen. Dazu gehören chronische Krankheiten, wie Herzkrankheiten, Krebs, Schlaganfall und Diabetes, die in den Vereinigten Staaten die häufigsten Ursachen für Tod und Krankheit sind.
Laut Weltgesundheitsorganisation kann man davon ausgehen, dass die Ergebnisse der Studie vergleichbare Ergebnisse in anderen Teilen der Welt widerspiegeln, obwohl sie in einer bestimmten Bevölkerungsgruppe innerhalb der USA durchgeführt wurde.

## Folgestudien
Die ACE-Studie hat zu mehr als 50 wissenschaftlichen Artikeln geführt, die sich mit der Verbreitung und den Folgen von belastenden Kindheitserfahrungen befassen. Die Folgestudien haben die weite Verbreitung belastender Erfahrungen in der Kindheit bestätigt. Zudem wurde ein noch höheres Vorkommen von ACEs in der städtischen Bevölkerung festgestellt.

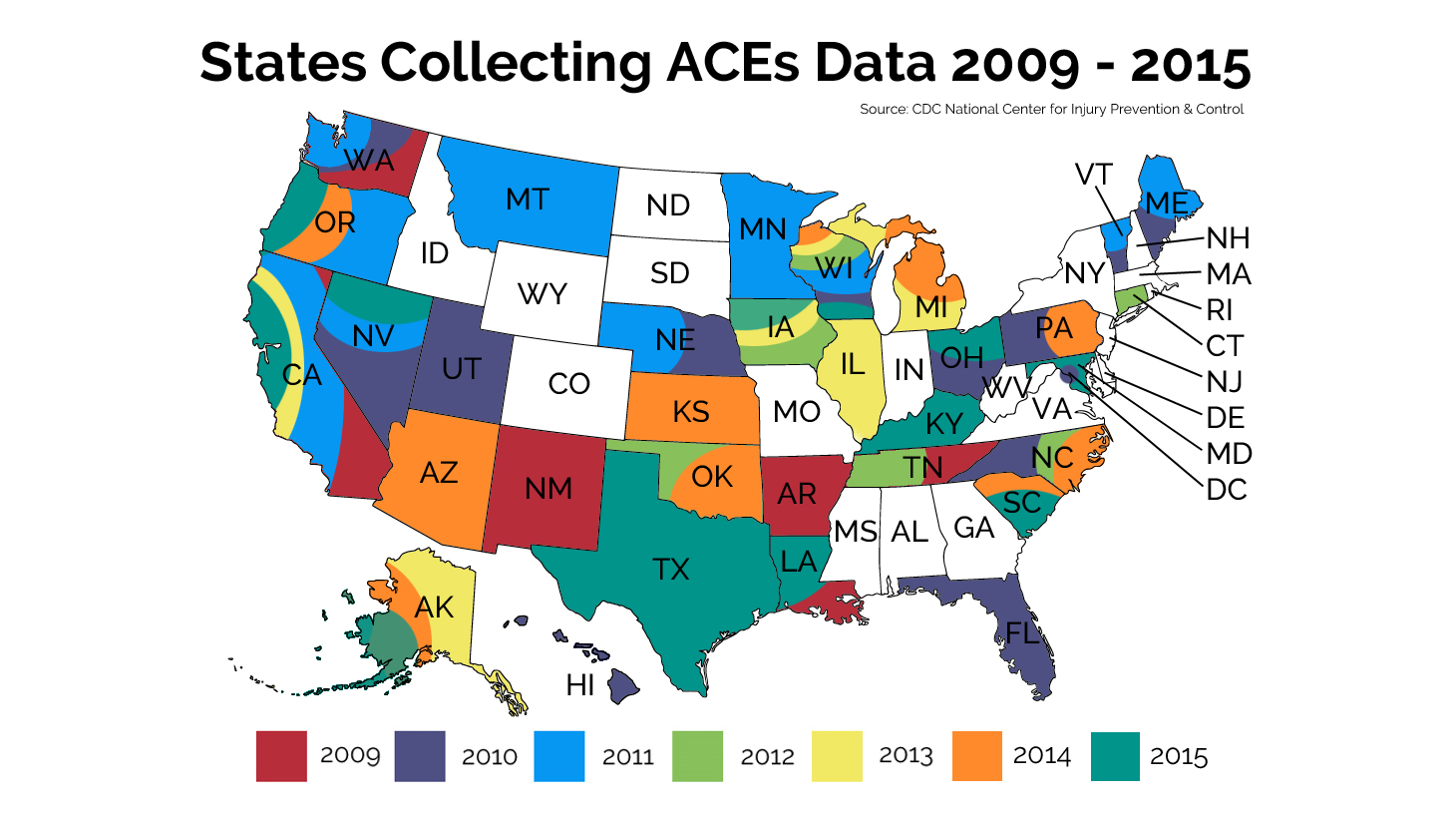
Das Diagramm der staatlichen ACEs-Studie ist farblich von 2009 bis 2015 gekennzeichnet.

In den USA führt die Bundesbehörde Centers for Disease Control and Prevention in allen 50 Bundesstaaten eine jährliche Umfrage für das System zur Überwachung von verhaltensbedingten Risikofaktoren (Behavioral Risk Factor Surveillance System) durch. Zwischen 2009 und 2018 wurden im Rahmen dieser Umfrage in 42 US-Bundesstaaten auch Daten zu ACEs gesammelt. Die Ergebnisse fallen nahezu gleich aus wie in der ursprünglichen ACE-Studie von 1998. Zwei Drittel der befragten Erwachsenen berichteten von mindestens einer Kategorie von belastenden Kindheitserfahrungen, und 1 von 5 der Erwachsenen berichtete von 3 ACEs oder mehr. Auch das Dosis-Wirkungs-Verhältnis zwischen ACEs und negativen Auswirkungen auf Gesundheit und Wohlbefinden wurde belegt. Mit der Anzahl der ACEs steigt auch das Risiko für negative Auswirkungen auf die Gesundheit. Die Umfrage belegt außerdem, dass ACEs in allen Bevölkerungsgruppen verbreitet sind.
Basierend auf Daten der US-amerikanischen „Nationalen Umfrage zur Gesundheit von Kindern“ (National Survey of Children’s Health) aus den Jahren 2011/2012 ermittelte die Forschungsorganisation Child Trends das Vorkommen von ACEs in den USA. Die Liste der belastenden Familienerfahrungen für die „Nationale Umfrage zur Gesundheit von Kindern“ schloss als eine Kategorie die finanzielle Notlage ein. Diese „belastende Familienerfahrung“ war laut Child Trends die am häufigsten verbreitete Kategorie in den USA.
Die Weltgesundheitsorganisation stellt auf ihrer Webseite einen Fragebogen zur internationaler Erhebung von Daten über belastende Kindheitserfahrungen in englischer Sprache zur Verfügung und weist darauf hin, dass Umfragen von großem Wert sind, um Präventionsprogramme zu entwickeln und Investitionen zu fördern.
Von 2010 bis 2013 wurden in Albanien, Lettland, Litauen, Montenegro, Rumänien, Russland, der Republik Mazedonien und der Türkei Befragungen durchgeführt, die ein Dosis-Wirkungs-Verhältnis zwischen ACEs und gesundheitsschädlichen Verhaltensweisen ergeben haben. Die Befragungen zeigen, dass Personen, die 4 oder mehr der Kategorien von ACEs erlebt haben, im Vergleich zu Personen, die keine ACEs erlebt haben, einem erhöhten Risiko ausgesetzt sind, sich körperlich weniger zu bewegen oder einen Suizidversuch zu begehen. Außerdem ergab die Studie, dass Personen, die eine oder mehr der Kategorien von ACEs erlebt haben, mit erhöhter Wahrscheinlichkeit auch weitere ACEs erlebt haben.
Erhebungen über belastende Kindheitserfahrungen wurden in weiteren Studien in Brasilien, China, Kanada, Mazedonien, den Philippinen, Polen, Rumänien, Russland, Saudi-Arabien, Südkorea, Tschechien, dem Vereinigten Königreich und Vietnam durchgeführt.

## Neurobiologie von Stress
Forscher auf dem Gebiet der kognitiven und neurowissenschaftlichen Forschung haben mögliche Ursachen für die negativen Auswirkungen belastender Kindheitserfahrungen auf die Gesundheit von Erwachsenen untersucht. Belastende Kindheitserfahrungen können die kindliche Entwicklung neuronaler Netzwerke und die Biochemie von neuroendokrinen Systemen verändern.
Belastende Kindheitserfahrungen können dadurch langfristige Auswirkungen auf den Körper haben, einschließlich der Beschleunigung von Krankheits- und Alterungsprozessen und der Beeinträchtigung des Immunsystems. So erklärt sich der direkte Zusammenhang zwischen belastenden Erfahrungen in der Kindheit und Krankheiten im Erwachsenenalter, wie sie die Studie von Felitti und Anda aufgedeckt hat.
Lang anhaltender Stress begünstigt außerdem das Auftreten einer allostatischen Last und der allostatischen Überlastung.
Darüber hinaus kann eine epigenetische Übertragung aufgrund von Stress während der Schwangerschaft oder bei Interaktionen zwischen Mutter und Neugeborenen auftreten. Mütterlicher Stress, Depressionen und die Exposition gegenüber Gewalt durch den Partner haben nachweislich epigenetische Auswirkungen auf Säuglinge.

## Prävention
Durch zunehmende Forschung können mehr und mehr Präventionsmaßnahmen zur Verhinderung von Langzeitfolgen belastender Kindheitserfahrungen im Erwachsenenalter ermittelt werden.
Das Center for Youth Wellness hat ein Screening für Kinderärzte entwickelt mit dem Ziel, systematisch früh präventive Maßnahmen anbieten zu können. Dieser 10-Punkte-Screening-Fragebogen wurde anhand der ursprünglichen Fragen der ACE-Studie entwickelt. Für die klinische Praxis bestehen außerdem separate Screening-Fragebögen für Eltern, Jugendliche und Kinder, die von der US-amerikanischen Akademie für Pädiatrie unterstützt werden.